# Emil Lindroth
Per Emil Lindroth, född 6 juni 1979 i Västra Ryds församling, Uppsala, är en svensk musiker och skådespelare.

## Biografi
Emil Lindroth påbörjade sin utbildning vid 13 års ålder på Adolf Fredriks Musikklasser där han studerade klassisk körmusik. Redan som barn var Lindroth intresserad av film och teater. Han var med i Thomas Funcks Minifunckarna, en show- och dansgrupp för barn. Från Minifunckarna fick han statistroller i TV-produktioner och medverkade även på Kungliga Operan som statist och kvalificerad statist i Livsfarlig film av Suzanne Osten.
År 1995 medverkade Lindroth i en spelfilm för Svensk Filmindustri och norska Mefisto Film. Produktionen hette När alla vet och i filmen medverkade även Ewa Fröling, Hampus Björck och Rebecka Hemse. Filmen regisserades av Svend Wam.
Annette Mandoki, castingansvarig under produktionen, tyckte att Lindroth lämpade sig även för TV-produktion och rollsatte honom som Georg 'Jojje' Bärnsten i dramaföljetongen Tre kronor för TV4, där han medverkade i cirka två år och spelade mot  Johanna Sällström, Tomas Laustiola, Helena Kallenbäck, Christina Schollin, Börje Ahlstedt, Bertram Heribertson med flera.
Efter skådespeleriet vände sig Lindroth återigen till musiken och har bland annat arbetat som skivproducent och studiomusiker för Blind Dog Records och Stockholm Records samt även medverkat i rockgruppen The Poodles, som senare kom på andra plats i Melodifestivalen 2006, och som även deltog i Melodifestivalen 2008 i uttagningarna till finalen i Globen.
Lindroth har haft många olika namn på scenen. I The Poodles kallades hans J.J Burrnsteen efter hans roll i Tre Kronor.  Tidigare har han i Stockholms blueskultur nämnts som Bluesifer och Zedmore efter hans eget band Zedmore and the Band of Blues. Lindroth är både sångare och multiinstrumentalist och spelade både bas och klaviatur samt sjöng i Zedmore and the Band of Blues.
Emil Lindroth är släkt med bland annat Anders Zorn, Bo Ancker, Max von Sydow, Cecilia Ancker och Björn Lindroth.

## Filmografi
- 1995 – När alla vet
- 1996–1998 – Tre Kronor (TV-serie)